# Güines
Güines è un comune di Cuba, situato nella provincia di Mayabeque.